# 奥托·奥古斯特·罗森贝格尔

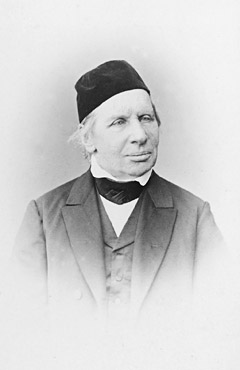
奥托·奥古斯特·罗森贝格尔

奥托·奥古斯特·罗森贝格尔（德語：Otto August Rosenberger，1800年8月10日—1890年1月23日）是一位来自库尔兰图库姆斯的波罗的海德意志天文学家。 
罗森贝格尔毕业于柯尼斯堡大学，因对彗星的研究而引起人们注视，在1837年获得英国皇家天文学会金奖。他在普鲁士萨克森州哈勒市去世。
月球上“罗森贝格尔环形山”就是以他的名字命名的 。